# Schwerinsdorf
Schwerinsdorf (Platduits Steern) is een Duitse gemeente in de Samtgemeinde Hesel in het Oost-Friese Landkreis Leer, Nedersaksen. De gemeente telt 687 inwoners en beslaat een oppervlakte van 5,57 km².
- Gemeinsame Normdatei: 4730420-0
- Virtual International Authority File: 249413816
- WorldCat: E39PBJyxmTwjQpJdhrKGm7B773

Hoofdstad: Leer
Overige eenheidsgemeenten: Borkum · Bunde · Jemgum (Jemmingen) · Moormerland · Ostrhauderfehn · Rhauderfehn · Uplengen · Weener · Westoverledingen
Samtgemeinden: Samtgemeinde Hesel · Samtgemeinde Jümme
Gemeenten: Brinkum · Detern · Filsum (hoofdplaats Samtgemeinde Jümme) · Firrel · Hesel (hoofdplaats Samtgemeinde Hesel) · Holtland · Neukamperfehn · Nortmoor · Schwerinsdorf
Gemeentevrij gebied: Lütje Hörn (onbewoond eiland, 0,31 km²)